# Аустралија (континент)
Аустралија (још и Аустралија-Нова Гвинеја, Сахул, Меганезија, Велика Аустралија или Аустралинеа) је најмањи континент на Земљи. Простире се на 7 700 000 km². Обухвата Аустралију, Нову Гвинеју, Тасманију и околна острва. Нови Зеланд се не налази на истој континенталној плочи и део је ширег континенталног региона званог Аустралазија. Континент који обухвата Аустралију, Нови Зеланд и друга Пацифичка острва се назива Аустралија и Океанија.
Континент укључује континентални праг прекривен плитким морима који га деле на неколико копнених маса - Арафурско море и Торесов мореуз између копна Аустралије и Нове Гвинеје, и Басов пролаз између копна Аустралије и Тасманије. Када су нивои мора били нижи током плеистоценског леденог доба, укључујући последњи глацијални максимум око 18 000 година пре нове ере, та острва су била повезана копном. Током последњих 18.000 до 10.000 година, пораст нивоа мора преплавио је низије и раздвојио континент на данашње ниско суво до полусушног копно и два планинска острва Нова Гвинеја и Тасманија.

## Терминологија
Аустралијски континент је понекад познат под именима Сахул, Аустралинеа или Меганезија да би се разликовао од земље Аустралије, и састоји се од копнених маса које почивају на Аустралијској континенталној плочи. То укључује копнену Аустралију, Тасманију и острво Нова Гвинеја, које обухвата Папуу Нову Гвинеју и Западну Нову Гвинеју (провинција Индонезије). Име „Сахул“ потиче од Сахулског прага, који је део континенталног прага аустралијског континента.
Термин Океанија, првобитне „велике поделе“ света, замењен је концептом Аустралије као континента 1950-их. Данас се термин Океанија често користи за означавање региона који обухвата аустралијски континент, Зеландију и разна острва у Тихом океану која нису обухваћена моделом од седам континената.
Археолошка терминологија за овај регион се више пута мењала. Пре 1970-их, јединствена плеистоценска копнена маса називала се Аустралазија, изведена из латинског australis, са значењем „јужни“, иако се ова реч најчешће користи за шири регион који укључује земље попут Новог Зеланда које нису на истом континенталном појасу. Почетком седамдесетих година прошлог века за плеистоценски континент уведен је термин Шира Аустралија. Затим је на једној конференцији 1975. године и накнадној публикацији, име Сахул проширено са своје претходне употребе само за Сахулски праг, тако да обухвата континент.
Године 1984, В. Фајлвуд је предложио име Меганезија, што значи „велико острво“ или „велика острвска група“, како за плеистоценски континент, тако и за данашње копнене површине, и биолози су то име широко прихватили. Други су користили Меганезију са различитим значењима: путописац Пол Теру укључио је Нови Зеланд у своју дефиницију, а други су користили тај термин за Аустралију, Нови Зеланд и Хаваје. Један други биолог, Ричард Докинс, сковао је име Аустралинеа 2004. Такође је кориштен назив Аустралија–Нова Гвинеја.

## Историја настанка
Континент Аустралија био је јужни део суперконтинента Гондване који се пре око 200 милијуна година услед помицања континената одвојио од праконтинента Пангее.
Након што су се, један за другим Африка и Мадагаскар (пре око 160 милијуна година), Индија (пре око 125 милијуна година) и Нови Зеланд (пре око 80 милијуна година) одвојили од Гондване, Аустралија се кретала полако према северу оставши до пре око 45 милијуна година повезана с Антарктиком. У том раздобљу су Аустралија, Нова Гвинеја и Тасманија били јединствена копнена маса, Сахул. Пре око 15 милиона година северни део Сахула сударио се с Југоисточном Азијом, те се набире горје Нове Гвинеје. Као последица тог судара настаје Торесов пролаз који је у то време још био изнад нивоа мора. Торесов пролаз поплављује море тек пре око 8.000 година, док је Басов пролаз поплављен још раније, пре око 12.000 година. Тиме је прекинута копнена веза између Нове Гвинеје, Аустралије и Тасманије.
Док је континент био повезан с Гондваном, превладавала је блага клима. Након одвајања од Антарктике, нови смерови морских струја које настају између та два континента клима постаје хладнија и суша. То се још појачало након што су се раздвојили Јужна Америка и Антарктика и настала хладна антарктичка окополарна струја.
Континент Аустралија данас лежи на аустралијској континенталној плочи која се сматра делом велике индијско-аустралске плоче. Обухвата Аустралију, јужни део острва Нове Гвинеје, северни део Новог Зеланда као и источни део Индијског океана, индијског потконтинента, и један део Тихог океана. Данас се континент помиче у смеру североистока брзином од 73 милиметра годишње.

## Географија
Континент Аустралија обухвата главну копнену масу, Аустралију и околна острва Тасманију и Нову Гвинеју коју се понекад назива и Папуа или Ириан. Најсевернија тачка лежи тачно на екватору, на острву Кабаре, а на југ се протеже до Југоисточног рта на Тасманији на 43° јужно. С истока на запад протеже се од Бајроновог рта 153° до Кејп Инскрипшон 113° источне земљописне дужине. Површином од 8,500.000 ² велика је као Еуропа и око четири пута већа од највећег острва, Гренланда.

### Физичка географија
Унутрашњост Аустралије је сува и равна. Равни средишњи део оивичен је на истоку Великим разводним горјем с највишим врхом Кошћушко (2.228 метара). Овај планински ланац протеже се до Викторије на југоистоку. У ретко насељеном средишњем делу Аустралије налази се низ великих пустиња. Равнину крајолика само понегде прекидају узвисине као што је Макдонелово горје. Упечатљиво обележје аустралске унутрашњости је брдо-острво Улуру, које Абориџини сматрају светим местом.
За разлику од остатка континента, на Новој Гвинеји су, као посљедица судара с Евроазијском континенталном плочом, настала снажно расцепана горја. Горски ланац, широк око 200 km, пружа се читавим острвом у смеру исток-запад. Ту су и највиши врхови континента, Панкак Џаја са 4.884 m и Маунт Вилхелм са 4.509 m.
Познатије реке континента су Дарлинг, Мaрi, Сноуви и Сепик на Новој Гвинеји. Унутрашњост Аустралије нема пуно резервоара слатке воде. Обележја аустралске унутрашњости су слана језера као језеро Ер, које је положајем на 15 m испод нивоа мора уједно најнижа тачка континента.

### Клима
Континент се налази је под утицајем три врсте клима: на подручју северно од јужног повратника влада тропска клима, јужно од повратника је подручје суптропске, а крајњи југ и Тасманија су у подручју хладне умерене климе.
Крајњи север (Нова Гвинеја), изложен је током целе године снажним тропским пљусковима. Просечна температура на обали овде је углавном око 27 °, док у вишим брдским подручјима може ноћу бити и мраза. На највишим врховима има и ледника.
Подручје главнине копнене масе изложено је израженим сезонским разликама климе. Главни утицај на климу тог подручја имају три чиниоца: појас тропског ниског притиска, утицај пасатних ветрова и субполарни западни ветрови. За време летњег дела године, од новембра до априла, због врућином узрокованог ниског притиска, чести су снажни пљускови. Поред тога, над Тиморским морем често долази до тропских циклона. Тренутно, подручје јужне Аустралије налази се под утицајем суптропског појаса високог притиска (антициклона) и зато углавном нема падавина.
Супротно томе, зими, у раздобљу између маја и октобра, нема падавина на северу јер се у то време на том подручју обликује подручје високог атмосферског притиска. Југ и југозапад земље налазе се у подручју западних ветрова и изложени су падавинама. Источни део континента, изложен југоисточним пасатима, такође целе године има пуно падавина.
Средишњи део континента је већином целе године сув. Око 80% површине Аустралије има семиаридну и аридну климу с мање од 250 mm падавина годишње.
Јужна Аустралија је најгушће насељено подручје изложено јужној озонској рупи.